# Oberschöna
Oberschöna är en kommun och ort i Landkreis Mittelsachsen i förbundslandet Sachsen i Tyskland. Kommunen har cirka 3 200 invånare.